# Skara landskommun
Skara landskommun var en tidigare kommun i dåvarande Skaraborgs län.

## Administrativ historik
Kommunen inrättades i Skara socken i Skånings härad i Västergötland när 1862 års kommunalförordningar trädde i kraft. 
Kommunen uppgick 1934 i Skara stad som 1971 ombildades till Skara kommun.